# 佐藤和巳
佐藤 和巳（さとう かずみ）は、日本の男性アニメーター、キャラクターデザイナー。

## 参加作品

### テレビアニメ
- マシンロボ ぶっちぎりバトルハッカーズ（1987年、動画）
- NG騎士ラムネ&40（1990年 - 1991年、原画）
- 花の魔法使いマリーベル（1992年 - 1993年、原画）
- 剣勇伝説YAIBA（1993年 - 1994年、原画）
- 覇王大系リューナイト（1994年 - 1995年、原画）
- メタルファイター・MIKU（1994年、作画監督・原画）
- マクロス7（1994年、作画監督）
- H2（1995年 - 1996年、原画）
- 爆れつハンター（1995年 - 1996年、作画監督）
- るろうに剣心 -明治剣客浪漫譚-（1996年 - 1998年、作画監督）
- 機動戦艦ナデシコ（1996年 - 1997年、原画）
- ハーメルンのバイオリン弾き（1996年 - 1997年、作画監督）
- EAT-MAN'98（1998年、作画監督・原画）
- 封神演義（1999年、インダストリアルデザイン・作画監督）
- 鋼鉄天使くるみ（1999年 - 2000年、原画）
- スターオーシャンEX（2001年、作画監督）
- フィギュア17 つばさ&ヒカル（2001年、作画監督）
- ココロ図書館（2001年、作画監督・原画）
- RAVE（2001年 - 2002年、作画監督）
- ポケットモンスター サイドストーリー（2002年 - 2004年、作画監督・原画）
- 魔探偵ロキ（2003年、プロダクションデザイン）
- コロッケ!（2003年 - 2005年、原画）
- アガサ・クリスティーの名探偵ポワロとマープル（2004年 - 2005年、作画監督）
- tactics（2004年 - 2005年、原画）
- 強殖装甲ガイバー（2005年 - 2006年、ゲストキャラクターデザイン・原画）
- スーパーロボット大戦OG -ディバイン・ウォーズ-（2006年 - 2007年、原画・OP原画・ED原画）
- デルトラクエスト（2007年 - 2008年、OP原画）
- ポケットモンスター THE ORIGIN（2013年、原画）
- ポケットモンスター XY（2013年 - 2015年、アニメポケモンデザイン[注 1]・第20話原画）
- ポケットモンスター XY&Z（2015年 - 、アニメポケモンデザイン[注 1]）
- 100%パスカル先生（2017年、作画監督）
- メジャーセカンド（2018年、作画監督）
- MIX（2019年、プロップデザイン、作画監督）
- 文豪とアルケミスト 〜審判ノ歯車〜（2020年、作画監督）[1]
- トニカクカワイイ（2020年、作画監督）
- サマータイムレンダ（2022年、プロップデザイン）
- 古見さんは、コミュ症です。（2021年 - 、プロップデザイン、原画）

### OVA
- 湘南純愛組!（1994年 - 1997年、キャラクターデザイン）
- I・R・I・A ZEIRAM THE ANIMATION（1994年、キャラクターデザイン・作画監督）
- 覇王大系リューナイト アデュー・レジェンド（1994年 - 1996年、メカ作画監督・原画）
- 誘惑COUNT DOWN 鏡（1998年、原画）
- 真ゲッターロボ 世界最後の日（1998年、原画）

### WEBアニメ
- 戦慄のミラージュポケモン（2006年、キャラクターデザイン・総作画監督）
- Pokémon Evolutions（2021年、作画監督）

### 劇場アニメ
- 劇場版ポケットモンスターシリーズ
  - 劇場版ポケットモンスター ミュウツーの逆襲（1998年、原画）
  - 劇場版ポケットモンスター アドバンスジェネレーション 七夜の願い星 ジラーチ（2003年、原画）
  - 劇場版ポケットモンスター アドバンスジェネレーション 裂空の訪問者 デオキシス（2004年、作画監督）
  - 劇場版ポケットモンスター アドバンスジェネレーション ミュウと波導の勇者 ルカリオ（2005年、デザインワークス・総作画監督補）
  - 劇場版ポケットモンスター アドバンスジェネレーション ポケモンレンジャーと蒼海の王子 マナフィ（2006年、デザインワークス・総作画監督）
  - 劇場版ポケットモンスター ダイヤモンド&パール ディアルガVSパルキアVSダークライ（2007年、総作画監督）
  - 劇場版ポケットモンスター ダイヤモンド&パール ギラティナと氷空の花束 シェイミ（2008年、キャラクターデザイン・総作画監督）
  - 劇場版ポケットモンスター ダイヤモンド&パール アルセウス 超克の時空へ（2009年、キャラクターデザイン・デザインワークス・総作画監督）
  - 劇場版ポケットモンスター ダイヤモンド&パール 幻影の覇者 ゾロアーク（2010年、キャラクターデザイン・総作画監督）
  - 劇場版ポケットモンスター ベストウイッシュ ビクティニと黒き英雄 ゼクロム・白き英雄 レシラム（2011年、キャラクターデザイン・総作画監督）
  - 劇場版ポケットモンスター ベストウイッシュ キュレムVS聖剣士 ケルディオ（2012年、キャラクターデザイン・総作画監督・原画）
  - 劇場版ポケットモンスター ベストウイッシュ 神速のゲノセクト ミュウツー覚醒（2013年、総作画監督）
- 逮捕しちゃうぞ the MOVIE（1999年、原画）
- 頭文字D Third Stage -INITIAL D THE MOVIE-（2001年、キャラクターデザイン）
- 新暗行御史（2004年、デザインワークス）
- 劇場版 どうぶつの森（2006年、デザインワークス・作画監督）
- 映画! たまごっち うちゅーいちハッピーな物語!?（2008年、作画監督）
- 劇場版イナズマイレブン 最強軍団オーガ襲来（2010年、総作画監督）
- 劇場版イナズマイレブンGO 究極の絆 グリフォン（2011年、総作画監督）
- 劇場版イナズマイレブンGO vs ダンボール戦機W（2012年、作画監督）